# (11690) Carodulaney
(11690) Carodulaney (1998 FV60) – planetoida z pasa głównego asteroid okrążająca Słońce w ciągu 3,44 lat w średniej odległości 2,28 j.a. Odkryta 20 marca 1998 roku.